# Agrochola mansueta
Agrochola mansueta är en fjärilsart som beskrevs av Herrich-Schäffer 1845. Agrochola mansueta ingår i släktet Agrochola och familjen nattflyn. Inga underarter finns listade i Catalogue of Life.